# 水毒
水毒（すいどく）、水邪（すいじゃ）とは、中国医学・漢方医学などの中国医学系伝統医学において、体液の偏在が起こった状態、つまり体内の水分の代謝障害（水の滞り、水滞、水気、宿水）が起こった状態を指す用語である。水滞によって病的な浸出液や異常分泌などを起こし、発汗、排尿などにも異変が起こるとされる。今日では一般的に水毒と言われるが、水邪とも言われていた。
中国医学系伝統医学では、気・血・水の不調が病気を起こすと考えるが、この水滞によって病気が起こったり、病気が治るのを妨げるという病因思想から生まれた言葉である。